# Штайнбах, Сеттела
Анна-Мария (Сеттела) Штайнбах (23 декабря 1934 года, Бюхтен, Нидерланды — между 31 июля и 3 августа 1944 года, лагерь смерти Освенцим) — цыганская девочка из Нидерландов, погибшая вместе с семьёй в нацистском лагере смерти Освенцим. Её фотография, являющаяся кадром из документального киноматериала, отснятого во время погрузки узников на эшелон в Освенцим, долгое время была одним из символов Холокоста в Нидерландах, пока в 1994 году журналист Ад Вагенар (нидерл. Aad Wagenaar) не установил личность девочки и ее принадлежность к цыганской народности синти. Теперь фотография является символом геноцида европейских цыган.

## Биография
Анна-Мария (цыганское имя — Сеттела) Штайнбах родилась в селе Бюхтен общины Ситтард-Гелен в провинции Лимбург, Нидерланды. Сеттела была седьмым ребенком в семье торговца и скрипача Генриха (Муселмана) и Эмилии (Тутелы) Штайнбах, у которых было десять детей.
16 мая 1944 года арестована в Эйндховене во время организованной по всей стране облавы на цыган. В тот же день вместе с другими 577 арестованными депортирована в транзитный лагерь Вестерборк. 279 человек были отпущены, так как по расовым критериям нацистов не считались цыганами, несмотря на то, что проживали, как цыгане, в жилых фургонах.
19 мая 1944 года 244 цыгана, в числе которых была Сеттела, были отправлены эшелоном в концентрационный лагерь и лагерь смерти Освенцим (Аушвиц-Биркенау). В Вестерборке узник транзитного лагеря еврей Рудольф Бреслауэр (нем. Rudolf Breslauer), по приказу немецкого коменданта лагеря Альберта Конрада Геммекера (нем. Albert Konrad Gemmeker), производил киносъемку отправки эшелона с депортируемыми, и в числе прочих в кадр попала Сеттела. По свидетельству очевидицы Красы Вагнер, находившейся в том же товарном вагоне, мать Сеттелы окрикнула девочку по имени и велела отойти от двери, чтобы ей не прищемили голову, так как уже было слышно, как задвигают и запирают снаружи створки дверей. В коротком фрагменте документального фильма Сеттела выглядывает в приоткрытую дверь товарного вагона. Возможно, она смотрит на собаку, бегавшую возле поезда. Голова девочки повязана куском материи, возможно, разорванной наволочкой, — всем цыганкам перед отправкой обрили голову для профилактики педикулёза, и, по воспоминаниям Вагнер, им пришлось прикрывать голову чем попало.
21 мая эшелон прибыл в Освенцим. Депортированные цыгане были зарегистрированы и помещены в т. н. «цыганский семейный лагерь». Признанных трудоспособными заставляли работать на построенных возле Освенцима заводах концерна «И. Г. Фарбениндустри», а также во внешних командах с целью «уничтожения посредством труда». Остальные 3000 узников-цыган в период с июля по 3 августа 1944 года были умерщвлены газом. В их числе были Сеттела Штайнбах, её мать, два брата, две сестры, тётка, два племянника и племянница. Из всей семьи Сеттелы выжил только отец. Он умер от горя в 1946 году и похоронен в Маастрихте.
После войны семисекундный фрагмент киноленты Рудольфа Бреслауэра бессчётное число раз использовался в документальных фильмах. Образ неизвестной «девочки в платке», испуганно выглядывающей из вагона поезда, отправляющегося в Освенцим, стал символом жертв массовых преступлений нацистов. Ошибочная идентификация обречённой на смерть девочки как еврейки произошла из-за того, что теме геноцида цыган долгое время уделялось мало внимания.
В декабре 1992 года нидерландский журналист Ад Вагенар заинтересовался личностью девочки. По некоторым деталям наружного вида вагонов — прежде всего по номерам, написанным мелом на борту, — а также выяснив принадлежность единственного попавшего в кадр чемодана, Вагенар установил дату отправки заснятого эшелона — 19 мая 1944 года. По документам, это был смешанный эшелон, на котором депортировались нидерландские евреи и цыгане. 7 февраля 1994 года Краса Вагнер, уцелевшая в Освенциме и проживавшая на стоянке «жителей фургонов» в Спейкениссе, опознала Сеттелу по фотографии, которую ей показал Вагенар. «Жители фургонов» (нидерл. woonwagenbewoners) — маргинальная социальная группа в Нидерландах (уничижительно называемая «kampers»; предпочтительное самоназвание — «reizigers», «путешествующие»), образовавшаяся в XIX веке из представителей обедневших слоев нидерландского населения и говорящая на социолекте «баргунс» (нидерл. bargoens), разновидности нидерландского жаргона.
История о том, как была опознана девочка с печально знаменитой фотографии, рассказана в документальном фильме «Settela, gezicht van het verleden» («Сеттела, лицо из прошлого») (режиссёр Cherry Duyns, 1994). Результаты своего журналистского расследования Вагенар опубликовал в книге.